# Сервий Сулпиций Камерин Корнут (консул 500 пр.н.е.)
Вижте пояснителната страница за други личности с името Сервий Сулпиций Камерин Корнут.
Сервий Сулпиций Камерин Корнут (на латински: Servius Sulpicius Camerinus Cornutus; † 463 пр.н.е.) e легендарен политик на ранната Римска република от род Сулпиции (Sulpicia).
През 500 пр.н.е. е консул заедно с Маний Тулий Лонг. Той разкрива заговор на Тарквиний Горди, който цели връщане на монархията и премахва старата царска конституция на Рим.
Неговият син Квинт Сулпиций Камерин Корнут e консул през 490 пр.н.е., а внукът му Сервий Сулпиций Камерин Корнут e консул през 461 пр.н.е.